# انریکو مالاتستا
انریکو مالاتستا (انگلیسی: Enrico Malatesta؛ زادهٔ ۲۵ مارس ۱۹۷۶) بازیکن فوتبال اهل ایتالیا است.
از باشگاه‌هایی که در آن بازی کرده‌است می‌توان به باشگاه فوتبال آلساندریا، باشگاه فوتبال کرمونزه، باشگاه فوتبال کومو، و باشگاه فوتبال پرو ورچلی اشاره کرد.
وی همچنین در تیم ملی فوتبال زیر ۱۷ سال ایتالیا بازی کرده‌است.